# Warren Zaïre-Emery
Warren Zaïre-Emery (Montreuil, 8 maart 2006) is een Frans-Martinikaans voetballer die doorgaans speelt als middenvelder. In augustus 2022 debuteerde hij voor Paris Saint-Germain. Zaïre-Emery maakte in 2023 zijn debuut in het Frans voetbalelftal.

## Clubcarrière
Zaïre-Emery begon op zijn vierde met voetballen bij Aubervilliers. In 2014 nam Paris Saint-Germain de middenvelder op in de jeugdopleiding. Aan het einde van het seizoen 2021/22 mocht hij zich van hoofdtrainer Mauricio Pochettino op vijftienjarige leeftijd laten zien bij het eerste elftal. In de zomer van dat jaar tekende hij zijn eerste professionele contract, tot medio 2025. Zijn officiële debuut beleefde Zaïre-Emery op 6 augustus 2022, in de Ligue 1 tegen Clermont Foot. Door goals van Neymar, Achraf Hakimi, Marquinhos en twee van Lionel Messi werd met 0–5 gewonnen in het Stade Gabriel Montpied. De middenvelder mocht van nieuwe coach Christophe Galtier acht minuten voor tijd invallen voor Marco Verratti. Hij was 16 jaar en 151 dagen oud ten tijde van zijn debuut en hiermee werd hij de jongste speler uit de clubgeschiedenis, een record dat tot dat moment op de naam stond van El Chadaille Bitshiabu.
Op 1 februari 2023 maakte hij zijn eerste doelpunt in het eerste elftal, op bezoek bij Montpellier. Na goals van Fabián Ruiz en Messi en een tegengoal van Arnaud Nordin besliste Zaïre-Emery in de blessuretijd de eindstand op 1–3. Hiermee werd hij de jongste doelpuntenmaker in de clubgeschiedenis. In april 2024 werd de verbintenis van de middenvelder opengebroken en verlengd tot medio 2029.
Op 8 maart 2025 was hij voor het eerst aanvoerder van PSG, waarmee hij de een-na-jongste captain ooit was voor PSG, achter de 17-jarige Mamadou Sakho. In het seizoen 2024/25 won Zaïre-Emery met Paris Saint-Germain vier prijzen: de Ligue 1 (voor de derde keer in zijn carrière), de Trophée des Champions, Coupe de France en de Champions League. Hij viel zes minuten in de finale van laatstgenoemde competitie, waarin Internazionale met 5–0 verslagen werd. Daarna speelde Zaïre-Emery nog mee in alle wedstrijden van het WK voor clubs, waarin Chelsea in de finale te sterk bleek. Hij fungeerde voornamelijk als invaller; het middenveld bestond voornamelijk uit Vitinha, Fabián Ruiz en João Neves.

## Clubstatistieken
| Seizoen | Club                | Competitie | Competitie | Competitie | Beker | Beker | Internationaal | Internationaal | Totaal | Totaal |
| Seizoen | Club                | Competitie | Wed.       | Dlp.       | Wed.  | Dlp.  | Wed.           | Dlp.           | Wed.   | Dlp.   |
| ------- | ------------------- | ---------- | ---------- | ---------- | ----- | ----- | -------------- | -------------- | ------ | ------ |
| 2022/23 | Paris Saint-Germain | Ligue 1    | 26         | 2          | 2     | 0     | 3              | 0              | 31     | 2      |
| 2023/24 | Paris Saint-Germain | Ligue 1    | 26         | 2          | 6     | 0     | 11             | 1              | 43     | 3      |
| 2024/25 | Paris Saint-Germain | Ligue 1    | 29         | 1          | 6     | 1     | 20             | 1              | 55     | 3      |
| 2025/26 | Paris Saint-Germain | Ligue 1    | 0          | 0          | 0     | 0     | 1              | 0              | 0      | 0      |
| Totaal  | Totaal              | Totaal     | 81         | 5          | 14    | 1     | 35             | 2              | 130    | 8      |

Bijgewerkt op 16 augustus 2025.

## Interlandcarrière
Zaïre-Emery maakte zijn debuut in het Frans voetbalelftal op 18 november 2023, tijdens een kwalificatiewedstrijd voor het EK 2024 tegen Gibraltar. Hij mocht van bondscoach Didier Deschamps in de basisopstelling starten en na een eigen doelpunt van Ethan Santos en een treffer van Marcus Thuram zorgde Zaïre-Emery in de zestiende minuut voor de derde Franse goal. Hiermee werd hij de een-na-jongste doelpuntenmaker ooit van Frankrijk. Tijdens het maken van het doelpunt maakte Santos een overtreding op hem, waardoor die speler een rode kaart kreeg en Zaïre-Emery zich geblesseerd moest laten vervangen door Youssouf Fofana. Fofana maakte ook nog een doelpunt in het restant van de wedstrijd. Ook Kylian Mbappé (driemaal), Kingsley Coman, Olivier Giroud (beiden tweemaal), Jonathan Clauss, Adrien Rabiot en Ousmane Dembélé scoorden, waardoor Frankrijk met 14–0 won, de grootste zege uit de geschiedenis van de nationale ploeg. De opgelopen blessure zou Zaïre-Emery de rest van het kalenderjaar uit de roulatie houden.
Hij werd in mei 2024 door Deschamps opgenomen in de Franse selectie voor het EK 2024 in Duitsland. Op het toernooi overleefde Frankrijk de groepsfase door een overwinning op Oostenrijk (0–1) en gelijke spelen tegen Nederland (0–0) en Polen (1–1). Hierna werden achtereenvolgens België (1–0) en Portugal (0–0, winst na strafschoppen) verslagen, voor Spanje in de halve finale met 2–1 te sterk was. Zaïre-Emery kwam niet in actie. Zijn toenmalige clubgenoten Fabián Ruiz (Spanje), Gianluigi Donnarumma (Italië), Kylian Mbappé, Ousmane Dembélé, Randal Kolo Muani, Bradley Barcola (allen eveneens Frankrijk), Milan Škriniar (Slowakije), Gonçalo Ramos, Danilo Pereira, Nuno Mendes en Vitinha (allen Portugal) waren ook actief op het EK.
| Interlands van Warren Zaïre-Emery voor Frankrijk | Interlands van Warren Zaïre-Emery voor Frankrijk | Interlands van Warren Zaïre-Emery voor Frankrijk | Interlands van Warren Zaïre-Emery voor Frankrijk | Interlands van Warren Zaïre-Emery voor Frankrijk | Interlands van Warren Zaïre-Emery voor Frankrijk | Interlands van Warren Zaïre-Emery voor Frankrijk |
| №                                                | Datum                                            | Wedstrijd                                        | Uitslag                                          | Competitie                                       | Goals                                            |                                                  |
| Als speler bij Paris Saint-Germain               | Als speler bij Paris Saint-Germain               | Als speler bij Paris Saint-Germain               | Als speler bij Paris Saint-Germain               | Als speler bij Paris Saint-Germain               | Als speler bij Paris Saint-Germain               | Als speler bij Paris Saint-Germain               |
| ------------------------------------------------ | ------------------------------------------------ | ------------------------------------------------ | ------------------------------------------------ | ------------------------------------------------ | ------------------------------------------------ | ------------------------------------------------ |
| 1                                                | 18 november 2023                                 | Frankrijk – Gibraltar                            | 14 – 0                                           | EK 2024 kwalificatie                             | 16'                                              |                                                  |
| 2                                                | 23 maart 2024                                    | Frankrijk – Duitsland                            | 0 – 2                                            | Vriendschappelijk                                |                                                  |                                                  |
| 3                                                | 5 juni 2024                                      | Frankrijk – Luxemburg                            | 3 – 0                                            | Vriendschappelijk                                |                                                  |                                                  |
| 4                                                | 6 september 2024                                 | Frankrijk – Italië                               | 1 – 3                                            | Nations League 2024/25                           |                                                  |                                                  |
| 5                                                | 10 oktober 2024                                  | Israël – Frankrijk                               | 1 – 4                                            | Nations League 2024/25                           |                                                  |                                                  |
| 6                                                | 14 november 2024                                 | Frankrijk – Israël                               | 0 – 0                                            | Nations League 2024/25                           |                                                  |                                                  |
| 7                                                | 23 maart 2025                                    | Frankrijk – Kroatië                              | 2 – 0 (5 – 4 n.s.)                               | Nations League 2024/25                           |                                                  |                                                  |

Bijgewerkt op 16 augustus 2025.

## Erelijst
| Competitie            |                     |                           |                     |                     |
| Competitie            | Aantal              | Jaren                     |                     |                     |
| Paris Saint-Germain   | Paris Saint-Germain | Paris Saint-Germain       | Paris Saint-Germain | Paris Saint-Germain |
| --------------------- | ------------------- | ------------------------- | ------------------- | ------------------- |
| UEFA Champions League | 1                   | 2024/25                   |                     |                     |
| Ligue 1               | 3                   | 2022/23, 2023/24, 2024/25 |                     |                     |
| Coupe de France       | 2                   | 2023/24, 2024/25          |                     |                     |
| Trophée des Champions | 3                   | 2022, 2023, 2024          |                     |                     |
| UEFA Super Cup        | 1                   | 2025                      |                     |                     |
| Frankrijk –17         |                     |                           |                     |                     |
| EK –17                | 1                   | 2022                      |                     |                     |